# Глобално гражданство
В широк смисъл, терминът „глобално гражданство“ има същия смисъл като „гражданин на света“. Терминът има също така допълнителни, по-специализирани значения в различен контекст, най-вече в сферата на образованието и политическата философия.

## Определение
Терминът „гражданство“ се отнася до зависимостта между човек и град, държава или нация и тяхното право да работят, живеят и участват в политическия живот на определено географско пространство. Когато се комбинира с термина „глобален“, обикновено се свързва с човек, който се идентифицира с цяла „глобална общност“, която стои над неговата идентичност като националност или идентичност като гражданин на определено място. Идеята е, че идентичността на човек преодолява всякакви географски и политически граници и неговите отговорности или права произтичат от принадлежността му към по-широко обхващаща класа, тази на човечеството. Това не означава, че този човек се отказва или пренебрегва националността си или друга самоличност, а по-скоро че те са поставени на второ място след принадлежността му към глобалното общество.
В общия си смисъл думата може да има почти същия смисъл като „гражданин на света“ или „космополитен“, но също има и други значения, които се тълкуват различно според контекста.

## Употреба

### Образование
В контекста на образованието терминът най-често се използва да се опише светоглед или съвкупност от ценности, към които образованието е ориентирано (напр. Първа инициатива за глобално образование на ООН).
В образователната система концепцията за образование за глобално гражданство (на английски: global citizenship education)започва да измества или достига движения като мултикултурно образование, образование за мир, образование, свързано с човешките права, и международно образование. Всъщност терминът прави референции към всички тези движения. Концепцията, свързана с глобалното гражданство, се свързва с награди за помощ на човечеството. Учителите носят отговорността да се превърнат в агенти на социална промяна.

## Аспекти

### География, националност и гражданство
Докато глобализацията намалява значението на държавите, идеята за глобално гражданство налага преопределяне на връзката между гражданска намеса и географията. Вече съществува начин емигрантите да гласуват на изборите в родната си държава, докато живеят в друга страна. Интернет би могъл да спомогне допълнително в тази насока.
Според поетът-дипломат Аби К. технологичният напредък, направен от човечеството, в областта на транспорта и телекомуникациите през 20 век и първото десетилетие на 21 век превръщат целия свят във взаимозависима икономическа, политическа и комуникационна общност. Интернет и мобилните телефони изиграват ключова роля в изграждането на по-продължителна комуникация, която създава условията за глобална демокрация и глобално гражданство така, както през 1439 г. се раждат страните нации и националното гражданство.

### Напрежение между местни, национални и глобални сили
Интересна черта на глобализацията е факта, че докато светът става по-глобализиран, той същевременно става и по-локален. Светът се свива, докато локалните общности (села и градове) стават все по-значими. Това се вижда в термина „глокализация“, което е смесица от английските думи за „глобален“ и „локален“. Всичко на всичко, глобалните граждани са хора, които могат да пътуват между различни граници и все пак да успяват да видят смисъла на света през един глобален поглед.